# Saceda-Trasierra
Saceda-Trasierra – gmina w Hiszpanii, w prowincji Cuenca, w Kastylii-La Mancha, o powierzchni 30,92 km². W 2011 roku gmina liczyła 65 mieszkańców.